# Dolichancistrus setosus
Dolichancistrus setosus är en fiskart som först beskrevs av Boulenger, 1887.  Dolichancistrus setosus ingår i släktet Dolichancistrus och familjen Loricariidae. Inga underarter finns listade i Catalogue of Life.